# Franklin (Alabama)
Franklin és una població dels Estats Units a l'estat d'Alabama. Segons el cens del 2010 tenia 145 habitants.

## Demografia
Segons el cens del 2000, Franklin tenia 149 habitants, 64 habitatges, i 48 famílies. La densitat de població era de 17,2 habitants/km².
Dels 64 habitatges en un 28,1% hi vivien nens de menys de 18 anys, en un 51,6% hi vivien parelles casades, en un 15,6% dones solteres, i en un 25% no eren unitats familiars. En el 21,9% dels habitatges hi vivien persones soles el 10,9% de les quals corresponia a persones de 65 anys o més que vivien soles. El nombre mitjà de persones vivint en cada habitatge era de 2,33 i el nombre mitjà de persones que vivien en cada família era de 2,69.
Per edats la població es repartia de la següent manera: un 20,1% tenia menys de 18 anys, un 10,7% entre 18 i 24, un 18,1% entre 25 i 44, un 33,6% de 45 a 60 i un 17,4% 65 anys o més.
L'edat mediana era de 47 anys. Per cada 100 dones hi havia 96,1 homes. Per cada 100 dones de 18 o més anys hi havia 88,9 homes.
La renda mediana per habitatge era de 35.000 $ i la renda mediana per família de 42.188 $. Els homes tenien una renda mediana de 32.917 $ mentre que les dones 29.821 $. La renda per capita de la població era de 34.572 $. Cap de les famílies i el 4,9% de la població estaven per davall del llindar de pobresa.

## Poblacions properes
El següent diagrama mostra les poblacions més properes.